# Itraconazol
Itraconazol é um derivado do imidazol de nova geração usado principalmente como antifúngico. Quimicamente é um derivado de triazol, como fluconazol, cetoconazol e voriconazol.

## Indicações
- Indicações ginecológicas: candidíase vulvovaginal.
- Indicações dermatológicas / oftalmológicas: pitiríase versicolor, dermatomicoses, ceratite micótica e candidíase oral. [2]
- Micoses sistêmicas: aspergilose e candidíase sistêmicas, criptococose (incluindo meningite criptocócica), histoplasmose, esporotricose, paracoccidioidomicose, blastomicose e outras micoses sistêmicas.[1]

## Mecanismo de ação
Assim como outros derivados do imidazol, o itraconazol altera a permeabilidade da membrana da célula fúngica. Mais especificamente inibe a síntese de ergosterol, interagindo com a 14-a-desmetilase, uma enzima do citocromo P450 CYP51A1, que é necessária para a conversão do lanosterol para o ergosterol.

## Interações medicamentosas
Interage com muitos fármacos por ser potente inibidor do sistema enzimático CYP3A4 do citocromo P450, enzima necessária para metabolizar muitos fármacos. Não se deve usar concomitante com astemizol, cisaprida, pimozida, quinidina, terfenadina, ciclosporina ou prednisona sem ajustar a dose. Interage também com antagonistas dos canais de cálcio, benzodiazepinas e anestésicos locais. Nao combinar com anti-ácidos, o itraconazol precisa de um meio ácido para ser bem absorvido.

## Efeitos colaterais
As reações adversas mais comuns durante o tratamento com itraconazol são náuseas / vômitos, diarreia, dor abdominal e hipocaliemia.
Os efeitos mais graves são hepatoxicidade e síndrome de Stevens-Johnson. Podem ocorrer alterações gastrointestinais, cefaleia e reações alérgicas da pele. Não foi relatada inibição da esteroidogênese. As interações de fármacos ocorrem como resultado da inibição das enzimas do citocromo P450 (similares ao cetoconazol). 